# سیبیا (شرکت هواپیمایی)
سیبیا (به انگلیسی: Sibia) یک شرکت هواپیمایی است که در ۱۹۹۱ میلادی تأسیس شده‌است. دفتر مرکزی سیبیا در کورگان، اوبلاست کورگان، استان کورگان، روسیه واقع شده‌است و قطب این شرکت هواپیمایی در فرودگاه کورگان قرار دارد.